# 怒首領蜂最大往生
『怒首領蜂最大往生』（どどんぱちさいだいおうじょう）は2012年稼働開始のアーケードゲーム。開発元はケイブ。『怒首領蜂大往生』の流れを汲む弾幕系シューティングである。なお、本作がケイブのアーケードゲーム、家庭用ゲーム最後の作品である。

## 概要
音楽は『怒首領蜂大往生』『怒首領蜂 大復活』に引き続き、並木学が担当。キャラクターデザインは凪良が担当している。システム基板は、同業他社では最近主流となっているPCベース基板や家庭用ゲームハード互換基板ではなく、昔からのプリントサーキットボード形式を使用している。
タイトルの「完」は、ケイブ代表取締役社長の高野健一と池田恒基の判断によって入れられた。
「大往生」および「大復活 ブラックレーベル」のシステムを複合したゲームシステムとなっており、1週エンドを採用している。
その後、追加要素を取り入れた家庭用版、およびそれらの要素を取り入れつつ、さらなる追加モードを収録したEXAレーベル版（EXA基板）がリリースされた。

## 登場人物
首領蜂隊第一級戦闘員
自機のパイロットでありプレイヤーの分身。これまで容姿などは設定されていなかったが今作にて初めてデザインが発表された。パイロットスーツ姿のみで性別等は不詳。
通信オペレーター
声：下田麻美
首領蜂隊司令部直属の女性隊員。母艦より自機へ状況報告や激励などのサポートを行う。魅力的な彼女の声は首領蜂隊の隊員の間で人気があるという。
ロケテスト版の段階では声のみで容姿等の設定は無かったが、反響により急遽デザインとプロフィールが設定された。
新Xbox 360モード（Xアレンジモード）では、ステージ進行中に桜夜との会話を繰り広げる。桜夜は彼女の事を「オペ子」と呼ぶ。
エレメントドール
自機のサブパイロット兼サポートシステム。
朱理（しゅり）
声：ゆかな
タイプAに乗り込むエレメントドール。
大人の女性の容姿で高飛車かつ攻撃的な性格。実践的なデータを好む。生半可なパイロットには心を開かない。
落成後から戦場を潜り抜いてきた事もあり、絶大な自信を持つ。
衣装はパーティードレス（戦闘服）、白衣と眼鏡（私服）、スリングショット風（水着）。
光（ひかり）
声：喜多村英梨
タイプBに乗り込むエレメントドール。
幼さが残る少女の容姿でマスター（パイロット）の意見を尊重する傾向がある。性格も幼さが出ている。
落成してからあまり年月が経っていないモデル。
衣装は和服風（戦闘服）、薄手のキャミワンピース（私服）、スクール水着風（水着）。
真璃亜（まりあ）
声：能登麻美子
タイプCに乗り込むエレメントドール。
年頃の少女の容姿で"自分の主人に忠実"をモットーとする。物事を冷静過ぎるほどに判断し、状況や主人の思考も考慮、分析して支援するタイプ。
エレメントドールとしては標準的なモデルらしい。
衣装はメイド服風（戦闘服）、セーラー服（私服）、ビキニ風（水着）。
桜夜（さや）
声：平野綾
Xbox 360版の新・Xbox 360モードに登場し、タイプDに乗り込むエレメントドール。
陽菜と同じく究極のエレメントドールとして開発されていたが、陽菜の開発凍結後は通常のエレメントドールとして運用される。その後、陽菜が陽蜂として現れたとき、これを撃退する特命を受ける。
自信家で自由に振舞う性格だが、有事の際にはパイロットを思いやるぐらいには気が回る。ボム使用時には首領蜂のかつての上司の口調を真似て「死ぬがよい」と発する。
衣装はワンピース（戦闘服）、チェック柄ツーピース（私服）、かぼちゃパンツのセパレート（水着）。
陽蜂（ひばち）
声：悠木碧
特定の条件で出現する隠しラスボス。前作に登場したラスボス「]-[|/34<#! 」と同様「エレメントドーター」と呼ばれる人型機動兵器だが、今作では「]-[|/34<#! 」とは逆に人型から蜂に変身する。
かつては「陽菜（ひな）」という名で呼ばれており、エレメントドールの究極の存在として開発がすすめられていたが、開発目的と剥離したような目的達成への思考理論（人間を観察、干渉した結果、もっと自由になるように人間を人間ではない別な存在へと変えるために行動する）が見られたため、関係者の下、封印に至る。
無邪気なほどに明るい性格と口調が特徴で、人に尽くすのを生きがいとするが、陰蜂との出会いで上記の思考理論にたどり着き暴走する。
陰蜂（いんばち）
声：悠木碧
2012年8月31日に公式開発ブログにて存在が発表された隠しラスボス。その難易度は出現条件・攻撃パターンともに陽蜂を遥かに凌ぎ、「人類には攻略不可能」とされるほど高い物であり、Xbox 360版の陰蜂単体でのトレーニングモードですら撃破報告が上がったのが2021年12月27日。通しでのノーコンティニュークリアを達成報告する者がインターネット上で初めて現れたのがアーケード版稼働開始から12年弱、Xbox 360版発売から数えても10年10ヶ月が経過した2024年3月21日のことであった。
そして17日後の2024年4月6日、同者がAC版においても陰蜂ノーコンティニュークリアを達成した。
約1年後の2025年4月12日に、またしても同者によりEXAレーベル版オリジナルモード陰蜂ノーコンティニュークリアが報告された。
陽蜂と同じ姿をしたエレメントドーターで、陽蜂の暴走を促した張本人。誰が何の目的で制作し、陽蜂の暴走を促したのかは不明。

## システムとスコアボーナス

### 操作方法
1レバー＋3ボタン。
- Aボタン連打かCボタン押下でショットが発射される。
- Aボタン押しっぱなしでレーザーが発射される（A+Cボタンを両方押下中も含む）。レーザー発射中は自機の移動速度が遅くなる。自機周囲から発生するエフェクト（オーラ）にも特殊な攻撃判定を持つ。
- Bボタン押下でボムが発射される。ハイパーシステムがLv1以上になっていればハイパーシステムを優先して発動する。

『大復活』と同じくパワーアップアイテムは登場せず、常にフルパワー状態でプレイできる。

### 自機
自機は以下の3機種から1つを選択する。エレメントドールは各機体にひもづく3機種となっている。『怒首領蜂大往生』とは異なり、機体とエレメントドールを分けて選ぶことはできないが、後述するドレスシステムにより同様の仕様となっている。
自機選択時、オートボムの設定が可能。オンにした場合は、被弾時に1つでもボムを所持していればストックを全て消費して効果の短いボンバーを発動する（ハイパーシステムが使用可能になっても発動可能）。オフにした場合は、ミスして復活した後にボムの最大ストックが1つ増える。
タイプA
エレメントドール：朱理
機体は移動速度が速く前方集中型のショットを持つ、赤い戦闘機。
攻撃範囲は狭いが移動速度の使い分けが明白。また、ショットの威力が最も大きい。
タイプB
エレメントドール：光
機体はオプションのショット発射方向が自機の左右移動に合わせて変化する、緑の攻撃ヘリコプター。
今作はローターが緑色に発光するようになった。
移動速度は標準的。オプションが可変式の為、使いこなすには少々コツが必要。
タイプC
エレメントドール：真璃亜
機体は移動速度が遅い代わりに広範囲のワイドショットを持つ、前進翼が特徴的な青い戦闘機。
レーザー強化（エキスパート強化含む）を選択すると通常状態（ショット撃ち含む）とレーザー発射時の移動速度の差がほとんど無くなる。
その代わり、武装の使い分けが明白。
タイプD
エレメントドール：桜夜
Xbox 360版で追加された機体で、先進的なデザインの紫の戦闘機。
初期状態では新・Xbox 360モード専用で、他のモードでは選択不可（タイプAからCは新・Xbox 360モードでは選択不可）だが、ショップでタイプD使用可能を購入するとコマンド入力で使用可能になる。
EXAレーベルでは全モードで選択可能。
8つ4組のオプションからは断続的なエネルギー弾（通常のレーザーとは異なり、貫通性と威力はかなり低い）を撃ち、タイプBと同様に発射方向が可変式となっている。
新・Xbox 360モード（またはXアレンジモードで選択した場合）のみ、陽蜂戦第2形態以降は本機は第2形態へ変形する。

### ドレスシステム
機体選択後、自機の性能を強化するエレメントドールの服を選択する。『怒首領蜂大往生』のエレメントドール選択とほぼ同様。
戦闘服（ショット強化）
ショットの攻撃範囲と破壊力が強化される。敵の数が多い場面に有利となる。
この装備でレーザーを撃つと移動速度が劇的に遅くなる。ボム所持数が最も多いため、緊急時にも比較的安定して対処できる。
私服（レーザー強化）
それぞれ個性を生かしたカジュアルな服装になる。
レーザーの破壊力が強化される。また、レーザーに貫通力が付与される（固い敵は貫通不可）。ボスや固い敵に有利となる。ボム数はショット強化よりも少なくなる。
水着（エキスパート強化）
それぞれボディラインが出やすい水着姿になる。
これを選んだ場合、ショットとレーザーの両方が強化される。ボム所有数は初期1個、最大でも2個と最も少ない。
ただし、敵の攻撃も激しくなり、他のドレスに比べ難易度が飛躍的に上がる。2人同時プレイの場合、片方がこちらを選択するとこちらの難易度になる（いわゆる2周目難易度、あるいは『虫姫さま』のウルトラモードに近い上級者向けのドレス）。

### アイテム
ボムアイテム
取得すると、ボム所有数が1つ増える。特定の敵を撃破した際に出現する。
最大数までボムを取得した状態でさらに取得すると、マキシマムボーナスが発生し一定時間毎にスコアを獲得する。
その状態で追加取得すると獲得倍率強化、ノーミスでステージをクリアするごとにスコア獲得時間の間隔が3段階まで早まるようになる。
1UPアイテム
自機のストック数が1つ増える。ある敵を一定条件下で撃破することでのみ出現する。
スコアアイテム
蜂アイテム
従来のシリーズと同様、特定箇所にレーザーを打ち込むと出現する。ステージ中最初の取得からノーミスのままで最後の1つを獲得すると2倍になる。

### GP（ゲットポイント）システム
シリーズ伝統のスコア獲得システム。
敵撃破、またはレーザーで攻撃するとGPメーターが溜まり始め、メーターが現存している間はヒットカウンター（従来のコンボ数）とGPボーナスが加算され、ヒットカウンターが加算されるたびにGPボーナスに応じたスコアを得られる（道中の敵限定でステージボスは対象外）。GPボーナスは敵の撃破点やスコアアイテムも累計されて計算される。
GPメーターが最大まで溜まると、敵撃破時にスコアアイテムが出現するようになる。蜂アイテム取得時や下記のハイパーシステム終了時にはGPメーターが一気に最大まで溜まる。
逆に放置するとGPメーターは減少し続け、GPメーターが切れてしまった場合は、GPボーナスおよびヒットカウンターが3割減らされた上でメーターが回復するまで減少し続ける。ボス戦時はメーター低下速度が緩やかになる。
ステージクリア時にも、その時点でのヒット数がヒットボーナスとしてカウントされる。
本作ではハイパーシステムでのGP倍率ボーナスが存在する関係上、表記上はカウンターストップが発生するが、スコア上昇はその上限を超えて加算される。

### ハイパーシステム
スコアアイテム獲得時や蜂アイテム獲得時、またはレーザー、オーラで敵を攻撃し続けたとき、ハイパーメーターが上昇し、メーターが溜まりきることでハイパーシステムが発動可能になる。被撃墜時には半分ほどゲージが上昇する（ハイパー発動中に撃墜された場合は上昇しない）。また、発動せずに再度メーターが溜まりきれば発動レベルが向上し、最大レベル10まで強化することができる。ボムを所有している場合はハイパーシステムを優先して発動する（オートボムはハイパーシステムの使用問わず最優先で発動する）が、ハイパーシステム発動中にボム（オート含む）を発動させると中断される。
発動時は、敵弾をスコアアイテムに変え一定時間ハイパー発動状態となり、発動したレベルに応じてショットとレーザーの威力・範囲の上昇、ヒットカウンターの上昇値・加算間隔の向上、GPボーナスに最高3倍までの倍率がかかるようになる。ただし、発動レベルに応じてゲームランクが1から5まで引き上がり、発動中は加えて敵の弾速が1.2倍化する。レベル6以降から効果が強めに強化され、それ未満のレベルとは大きな差がでる。
ハイパー発動中のプレイヤーは、スコアアイテム獲得時にハイパーメーターが上昇しなくなる代わりに、ヒットカウンターにヒットが加算される効果が付く。レーザーでもハイパーメーターは上昇しなくなるが、オーラで攻撃した場合や蜂アイテム取得時は発動中であっても上昇させることができ、メーターが溜まるたびに敵弾消去が発生するようになる。
応用テクニックに、ハイパーシステムが切れる直前に特定敵撃破時の誘爆で出現した特大スコアアイテムを、ハイパーシステムが切れた状態で取得することでハイパーメーターをスコアアイテム依存の量に応じて回復させることが可能。数に余裕があるボムで回避したいがハイパーが溜まっているときに、ハイパーシステム発動直後にボムを使用することでハイパー発動時に変換したスコアアイテムをすぐに回収しゲージを再上昇、ハイパーシステムを発動させる分に余力を残す疑似的なボム扱いにするテクニックもある。
新・Xbox 360モードでは発動中はライフ回復アイテムが出現する。

### ゲームランク
単語通りゲームの難易度を示すシステム。主にハイパーを発動することで、発動レベルに応じて1から5だけ上昇。被弾（オートボム・ミス問わず）によってある程度下がる。最大50ランク。
ランクが上がるごとに攻撃が激化し弾速も上がる。最終ボス分岐条件の一つ。

## ステージ構成
ボス登場の警告は1 - 4面は「WARNING」だが5面は「たどり着いてしまいましたね。」とメッセージが表示される。そして不明面では「code:Element Daughter UNKNOWN」と表示される。
最終的にたどり着いたラストボスに応じて、スコアランク画面には陽・陰が表示される。
| 面   | ステージ名                                    | 中ボス                                               | ボス                                           |
| ---- | --------------------------------------------- | ---------------------------------------------------- | ---------------------------------------------- |
| １   | 商業地エリア 理想の街                         | 飛掃（ひそう）                                       | 守雀（すざく）                                 |
| ２   | 住宅地エリア 平和で安定した生活               | 雷掃（らいそう）                                     | 闢虎（びゃっこ）                               |
| ３   | 水源地エリア 豊富で生命の源                   | IGS-彩音-（インペリアルガードシステム さいおん）     | 源武（げんぶ）                                 |
| ４   | 郊外エリア〜地下通路〜中央部へ バックヤード   | 震顎（しんがく）                                     | 晴龍（せいりゅう）                             |
| ５   | 郊外エリア〜地下通路〜中央部へ 機械化惑星人？ | 飛掃（1面中ボス） 雷掃（2面中ボス） 災光（さいこう） | 幸龍（こうりゅう）                             |
| 不明 | 無し                                          | 無し                                                 | 陽蜂（ひばち） / 陰蜂（いんばち） 蜂・人間形態 |

## 移植版
2013年5月30日にXbox 360版が発売。
従来と同じ通常版と限定版に加え、上の物が用意された超限定版の3種類が存在する。
また、OPはLMDの村濱章司制作のアニメーションが採用された。

### 追加要素
追加要素は以下の通り。
新・Xbox 360
エレメントドール桜夜（TYPE-D機体）を主人公にしたモード。残機制ではなく、特定行動によって増減するライフゲージ（マルチエネルギーゲージ）制。最終ボスは陽蜂から陰蜂へと連戦する構成となっており、各ステージ中は常に桜夜とオペレーターのフルボイスの会話演出が挿入される。
エネルギーゲージは時間とともに常に減少し、得点アイテムを取得することで回復。ハイパーモード中はヒット時にライフ回復アイテムが常に排出されるようになる。本モードのみで行える、オプションショットとレーザーを同時に発射する強化攻撃（ダブルショット）を実行中はエネルギーゲージの減少速度が速まる。被弾（オートボム）やボムで一定量ゲージが減少し、一定値以下で被弾するとゲームオーバー。
アーケードHD
アーケード版の高解像度に書き直したモード。ゲームシステムはアーケード版と同じ。
チャレンジ
アーケードHDに存在し、特定の条件でクリアするモード。
ノービス
前に存在した『虫姫さま ふたりVer1.5』の家庭用版をはじめとした敵弾量を大量に減少した初心者用のモード。
Ver.1.5
アーケード版に存在した『虫姫さま ふたり』『怒首領蜂 大復活』にも見られ、アーケード版に存在しなかった家庭用オリジナルのモード。アーケードHDから変更点が存在する。
ショップ
貯めたコインで壁紙、特殊オプション、ボイスBGMを購入できるモード。コインはモードをプレイ、アーケードHDの中にあるチャレンジをクリアすると入手できる。
スコアアタック&スコアアタック（Team）
単独用スコアアタックに加え、チーム用のスコアアタックを用意したモード。途中参加またはコンティニュー不可能。オンラインランキング対応。

### 主題歌
Xbox 360オープニング『星屑ガランドウ』
歌：平野綾 作詞・作曲・編曲：すずむP
Xbox 360エンディング『Heading For Tomorrow』
歌：Zwei

## 怒首領蜂 一面番長
『怒首領蜂 一面番長』（どどんぱち いちめんばんちょう）とは2015年に配信されたスマートフォン向けシューティングゲーム。
『怒首領蜂最大往生』のステージ1、ステージ2のみを収録している。

## 怒首領蜂最大往生 EXAレーベル
2020年11月30日稼働開始。exA-Arcadiaが展開するアミューズメント用プラットフォーム「exA-Arcadia」を基板として採用。同年10月下旬に、一部のゲームセンターでロケーションテストを実施。日本国外でも展開される予定。本作のリリースに際し、開発はEXA-AM2が担当、ケイブは監修として係わっている。
収録モード
- 高解像度、高音質化した大元の「オリジナルモード」。
  - Bボタン押しっぱなしで開始することで、オリジナル版のGPオーバーフローが有効化される。
- ハイパーモードの各仕様を強化、ドレス変更の影響を見た目のみに、かつランク最大値を100にしランク上昇を能動的にした「EXA LABELモード」。
  - ハイパーモードの仕様はレーザー、敵弾かすりでも上昇。ハイパーモードでのショット攻撃で敵弾消去が可能。
  - BGMはアーケード版のオリジナルBGMと家庭用版のアレンジBGMを選択可能。
- 家庭用版のX360モードを調整、エネルギーゲージを画面下にも可視化した「Xアレンジモード」。
- 陰蜂とすぐに戦うことができる「INBACHI(TRUE DEATH)モード」（オリジナル版とEXA LABEL仕様選択可能）。
  - ランク50および残機4で開始。

家庭用およびアプリ版で登場した桜夜が全モードで新たに選択可能になっているほか、Xアレンジモードも全キャラクターが使用可能。画面上下にスコアや敵のHPなどの情報インジケーターが表示されるようになった。各モード開始前にレバー入力やボタンの押し続けを行うことで、BGM変更やオーバーフロー有効化、インジケーター位置調整など細かい設定が可能。